# Studio Tamassociati
Das Studio Tamassociati ist ein seit 1996 in Venedig ansässiges Büro dreier italienischer Architekten.

## Geschichte
Die beteiligten Architekten sind Raul Pantaleo (1962 in Mailand geboren), Massimo Lepore (1960 in Udine geboren) und Simone Sfriso (1966 in London geboren). Das Büro ist auf nachhaltige Architektur spezialisiert. Es ist häufig bei Projekten der Humanitären Hilfe beteiligt. Bekannt sind ihre Arbeiten für die italienische Nichtregierungsorganisation (NGO) Emergency, die medizinische Hilfe für die Zivilbevölkerung in Kriegsgebieten erbringt. Das Studio Tamassociati hat bisher Gebäude für die medizinische Notversorgung in Ländern wie Sudan, Sierra Leone, Zentralafrikanische Republik, Irak, Afghanistan und Nicaragua geplant und den Bau jeweils beaufsichtigt.

## Einzelne Projekte
- Privathaus GP-House, Giudecca, Venedig; 2001.
- Kinderklinik in Bangui, Zentralafrikanische Republik.
- Kinderklinik in Nyala, Darfur, Sudan.
- Kinderklinik Bur Sudan, Sudan.
- 4 Gesundheitszentren für die NGO Emergency im irakischen Kurdistan; 2014/2015.

## Auszeichnungen und Preise
- 2013: Aga Khan Award for Architecture für das Salam Centre für Herzchirurgie in Khartum, Sudan.[1]
- 2013: Curry Stone Design Prize
- 2014: Zumtobel Group Award for Sustainability and Humanity in the Built Environment. Dotation 140000 €.